# XVIIe congrès du Parti communiste français
Le XVIIe congrès du PCF s'est tenu à Paris, salle de la Mutualité, du 14 au 17 mai 1964.

## Résolutions
- Début d'aggiornamento : abandon de la thèse de la paupérisation absolue, nuancement moins radical contre le Marché commun, adoption des thèses khrouchtchéviennes…
- Réforme des statuts du Parti.
- Dénonciation de la voie chinoise.

## Membres de la direction

### Bureau politique
- Titulaires : Maurice Thorez, Waldeck Rochet, Gustave Ansart, François Billoux, Jacques Duclos, Étienne Fajon, Benoît Frachon, Georges Frischmann, Roger Garaudy, Raymond Guyot,  Paul Laurent, Georges Marchais, Georges Séguy, Jeannette Vermeersch
- Suppléants : Roland Leroy, Henri Krasucki, René Piquet, Gaston Plissonnier

### Président du Parti
- Maurice Thorez

### Secrétariat du Comité central
- Waldeck Rochet (secrétaire général du Parti), Georges Marchais, Roland Leroy, René Piquet, Gaston Plissonnier